# カール7世 (神聖ローマ皇帝)
カール7世（ドイツ語：Karl VII., 1697年8月6日 - 1745年1月20日）は、神聖ローマ皇帝（在位：1742年 - 1745年）。ルートヴィヒ4世以来4世紀ぶりの即位となったヴィッテルスバッハ家の皇帝であり、ローマ王としてもプファルツ系のループレヒト以来3世紀ぶり、1437年以降唯一の非ハプスブルク系の皇帝である。
バイエルン選帝侯としてはカール・アルブレヒト（Karl Albrecht）（在位：1726年 - 1745年）、後にベーメン王も兼ねてカレル3世アルブレフト（チェコ語：Karel III. Albrecht）（在位：1741年 - 1743年）。

## 生涯
バイエルン選帝侯マクシミリアン2世エマヌエルとその後妻であるポーランド王ヤン3世ソビエスキの王女テレーゼ・クニグンデの息子として、1697年8月6日にブリュッセルで生まれた。当時、父マクシミリアン2世エマヌエルはスペイン領ネーデルラント総督であった。
異母兄のヨーゼフ・フェルディナントは、子のなかったスペイン王カルロス2世の王位継承者（アストゥリアス公）に指名されていたが、夭逝した。1701年、新たな王位継承者の座を巡ってスペイン継承戦争が勃発すると、マクシミリアン2世エマヌエルはフランス王ルイ14世の孫で自身の甥（カール・アルブレヒトの従兄）であるアンジュー公フィリップ（フェリペ5世）を支持してフランス方に就いた。しかし、1704年8月のブレンハイムの戦いで敗れた後、バイエルンはイギリスとオーストリアに占領され、マクシミリアン2世はネーデルラントへ逃亡、カール・アルブレヒトはオーストリアで長期間虜囚となった。なお、ウィーン滞在中に皇帝ヨーゼフ1世の次女マリア・アマーリエと婚約している。
戦争後、1715年4月にマクシミリアン2世エマヌエル一家はバイエルンに戻った。1726年、父の死去によりバイエルン選帝侯となる。 ニンフェンブルク宮殿にあるロココ様式の離宮アマリエンブルクは彼が公妃のために建立させたものである。
ローマ皇帝カール6世は1713年に定めた国事詔書に基づいて、皇女マリア・テレジアへのオーストリアをはじめとするハプスブルク家世襲領の継承とその夫ロレーヌ公フランツ・シュテファンの皇位継承を諸侯に認めさせた。しかし、1740年にカール6世が死去すると、皇女マリア・アマーリエ（マリア・テレジアの従姉にあたる）が妃であることを理由に、カール・アルブレヒトは国事詔書に反してベーメン王位などを要求した。そして1741年、義兄であるザクセン選帝侯フリードリヒ・アウグスト2世のベーメン侵攻に合わせて、秘密同盟を結んだフランスとともに上オーストリアとベーメンへ侵攻した（オーストリア・バイエルン戦争）。1741年12月にはプラハにおいてベーメン王として戴冠式を挙げた（ベーメン王は選帝侯の一人であったが、これによりこの選挙での選帝権は無効化された）。翌1742年にはローマ王に全会一致で選出され、弟でケルン大司教（選帝侯の一人）であったクレメンス・アウグストによって、フランクフルトで神聖ローマ皇帝として戴冠された。また同年にフランスの貴族となっていた異腹弟エマニュエル＝フランソワ＝ジョゼフをプラハ総督に任じている。
しかし、ハンガリー貴族の支援を得たマリア・テレジアの反撃をただちに受け、敗れたカール7世はそれまでの占領地を奪還されただけでなく、バイエルンも占領された。そのため、カール7世はフランクフルトを拠点とせざるを得なくなった。1744年には第二次シュレージエン戦争の開始に乗じてミュンヘンを奪還するが、その3か月後に失意のうちに死去した。カール7世の死後、クレメンス・アウグストとバイエルン選帝侯位を継いだマクシミリアン3世ヨーゼフはフランツ・シュテファンに票を投じた。

## 家族
1722年に皇帝ヨーゼフ1世の遺児の一人であったマリア・アマーリエと結婚した。2人は7人の子をもうけた。
- マクシミリアーネ（1723年）
- マリア・アントーニア（1724年 - 1780年） - ザクセン選帝侯フリードリヒ・クリスティアン妃。
- テレーゼ・ベネディクタ（1725年 - 1734年）
- マクシミリアン3世ヨーゼフ（1727年 - 1777年） - バイエルン選帝侯
- ヨーゼフ・ルートヴィヒ・レオ（1728年 - 1733年）
- マリア・アンナ（1734年 - 1776年）
- マリア・ヨーゼファ（1739年 - 1767年） - ローマ皇帝ヨーゼフ2世妃。

また、庶子にフランツ・ルートヴィヒ・フォン・ホルンシュタイン（1723年 - 1780年）がいる。